# Леоне, Джованни
Джованни Леоне (итал. Giovanni Leone; 3 ноября 1908[…], Неаполь — 9 ноября 2001[…], Рим) — итальянский политик, дважды премьер-министр страны. Президент Италии с 29 декабря 1971 по 15 июня 1978 года.

## Биография
Родился 3 ноября 1908 года в Неаполе. Его отец был одним из основателей Христианско-демократической партии в его родном городе, в которую позже вступил и Леоне, став сторонником её правого крыла.
В 1929 году он получил высшее юридическое образование и занялся преподавательской деятельностью, а в 1946 году стал одним из членов Учредительного собрания Италии и вошёл в состав комиссии по разработке конституции Италии. В 1948 году Леоне был избран в Палату депутатов, в 1950—1955 годах — заместитель председателя, с 1955 года председатель палаты депутатов. На этом посту Джованни Леоне оставался до 1963 года, пока не был избран премьер-министром Италии. Эту должность он занимал недолго, с 21 июня по 4 декабря 1963 года.
После нескольких попыток занять пост президента республики Джованни Леоне был избран в 1967 пожизненным сенатором. С 24 июня по 12 декабря 1968 — вновь председатель Совета министров Италии.
24 декабря 1971 года Джованни Леоне в 23-м туре голосования был избран на пост президента Италии, получив 518 из 996 голосов в парламенте.
С 29 декабря 1971 по 15 июня 1978 года — президент Итальянской Республики.
В ноябре 1975 года посетил с официальным визитом СССР.
Будучи президентом Итальянской Республики, Джованни Леоне оказался вовлечён в скандал: посещая Неаполь во время эпидемии холеры, он пожал руку одному из больных, а другой рукой за спиной показал «рожки». Этот жест, запечатлённый фотографами на плёнку, был истолкован как оскорбление больных, и долгое время освещался в СМИ.
Но это происшествие оказалось не таким громким, как скандал, разгоревшийся в 1978 году, когда американская компания «Lockheed Corporation» подкупили Христианско-демократическую партию Италии и тогдашнее высшее руководство страны, в том числе премьера и президента, с целью покупки итальянскими ВВС самолётов C-130 Hercules. В итоге эта махинация была раскрыта, и 15 июня 1978 года Леоне был вынужден уйти в отставку с поста Президента Итальянской Республики.
С 15 июня 1978 года — пожизненный сенатор.
Автор ряда книг по вопросам права.
Скончался 9 ноября 2001 года в Риме в возрасте 93 лет.